# 富士昴
富士 昴（ふじ すばる）は日本の漫画家。1983年7月1日生まれ。愛知県名古屋市出身。血液型はAB型。女性。主に小学館で活動している。

## 略歴、人物
2007年、まんがカレッジ努力賞受賞。2009年、クラブサンデー掲載の『OH！MYマザー』でデビュー。
酒豪であり、日本酒を好む。
2012年9月まで週刊少年サンデーSにて『動物がお医者さん!?』を連載していた。
漫画家ユニットアジチカのアシスタントとして『終末のワルキューレ』のアシスタントを行っていたが、正式にアジチカのメンバーに加わる。

## 作品

### 連載
- 動物がお医者さん!?（『週刊少年サンデー超』2011年4月号 - 2012年1月号 → 週刊少年サンデーS 2012年3月号 - 2012年11月号）全4巻
- 迷家-マヨイガ- 〜ツミトバツ〜（『マンガワン』2016年4月8日 - 11月4日、原作：Project迷家）全3巻

### 読切
- OH！MYマザー（『クラブサンデー』2009年7月28日）
- 落第キューピッド（『クラブサンデー』2009年12月25日）

### その他
- 週刊少年サンデー プレゼントコーナーイラスト（2010年1号 - 52号）

## 師匠
- 高岩ヨシヒロ[1]